# 阿卡托夫斯科耶湖
55°09′37″N 31°48′08″E / 55.16028°N 31.80222°E
阿卡托夫斯科耶湖（俄语：Акатовское），是俄羅斯的湖泊，位於該國西部斯摩棱斯克州，由傑米多夫斯基區負責管轄，長5.6公里、寬1.75公里，面積6.55平方公里，海拔高度159.9米，集水區面積142平方公里，最大水深10米。